# Jesús Aizpún Tuero
Jesús Aizpún Tuero (Pamplona, 28 de juny de 1928 - id., 29 de desembre de 1999) va ser un advocat i polític navarrès.

## Biografia
Fill de Rafael Aizpún Santafé, es llicencià en dret i fou regidor de Baztan i conseller foral per Entitats culturals en 1967-1971 i 1971-1974.
Va fundar en els inicis de la Transició Espanyola el Partit Demòcrata Liberal de Navarra, que es va integrar en 1977 en la Unió de Centre Democràtic. A les eleccions generals espanyoles de 1977 fou escollit diputat per Navarra. Va abandonar el seu partit l'octubre de 1978 en discrepar amb la Disposició Transitòria Quarta de la Constitució espanyola, que preveu la incorporació de Navarra a la Comunitat Autònoma del País Basc si així ho decideix el Parlament de Navarra i el poble navarrès en referèndum. El gener de 1979 va fundar un nou partit regionalista i navarrista, Unió del Poble Navarrès, pel qual va ser elegit diputat a les eleccions generals espanyoles de 1979, que va ocupar fins a 1996. Va ocupar la presidència d'UPN fins a 1997.